# ASAC Cygne Noir
El ASAC Cygne Noir es un equipo de fútbol de Guadalupe que juega en la División de Honor Regional de Guadalupe, la tercera división de fútbol en el país.

## Historia
Fue fundado en el año 1930 en la capital Basse-Terre como un club multideportivo de donde se destaca su sección de balonmano como la más reconocida. Aparte de eso, el club tiene una organización muy definida en cuanto a su programa de equipos menores.
El club ha sido campeón de la Liga Guadalupense de Fútbol en 4 ocasiones y ha ganado 4 títulos de copa local.
A nivel internacional participó por primera vez en la Copa de Campeones de la Concacaf 1984, donde fue descalificado por deudas de su federación con la Concacaf.

## Palmarés
- Liga Guadalupense de Fútbol: 4

1941, 1962/63, 1971/72, 1982/83
- Copa de Guadalupe: 2

1947, 1983
- Copa de Francia - Guadalupe: 2

1981, 1983

## Participación en competiciones de la Concacaf
| Temporada | Torneo                           | Ronda | Club | Casa | Visita | Global |
| --------- | -------------------------------- | ----- | ---- | ---- | ------ | ------ |
| 1984      | Copa de Campeones de la Concacaf | 1     | SUBT | 1-1  | 0-0    | 1-11   |

1- Ambos equipos fueron descalificados debido a que sus federaciones no cancelaron las deudas que tenían con la Concacaf.